# Gran Enciclopèdia Catalana
Pour les articles homonymes, voir GEC.
La Gran Enciclopèdia Catalana abrégée GEC (français : Grande Encyclopédie catalane), est une encyclopédie générale écrite en catalan.

## Histoire
Elle était éditée en Catalogne, par les Edicions 62. Elle a commencé à être publiée par fascicules mis en souscription, avec d'énormes difficultés, en 1968. L'âme de l'entreprise a été Max Cahner et le premier directeur Jordi Carbonell i de Ballester. Après beaucoup de difficultés, à partir du second volume, elle a été éditée par l'Enciclopedia Catalana S.A., à la tête de laquelle se trouvait Jordi Pujol i Soley. Le nouveau directeur a été Joan Carreras i Martí.
Elle recueille par ordre alphabétique tout type d'entrées historiques, géographiques, culturelles, etc., de toute la planète, vues dans l'optique de la Catalogne; elle rassemble tout particulièrement des entrées en relation avec ce territoire et sa culture, pour lesquels l'ouvrage est extrêmement exhaustif. Elle comprend également un vaste dictionnaire de langue, le Gran Diccionari de la llengua catalana (« Grand Dictionnaire de la langue catalane ») qui a été révisé lors de la première édition par Ramon Aramon i Serra.
En plus de l'équipe fixe de rédacteurs, la GEC a réuni un très grand nombre de collaborateurs, parmi lesquels il y avait une majorité de spécialistes les plus éminents dans chacune des disciplines, spécialistes qui sont intervenus dans l'écriture de la GEC avec le désir manifeste de servir la communauté.
Postérieurement sont sortis diverses éditions et volumes d'appendices, et il existe maintenant une version numérisée. En 1991, l'encyclopédie a reçu la Creu de Sant Jordi attribuée par la Generalitat de Catalogne.
La Gran Enciclopèdia Catalana a connu le succès et à sa suite ont été publiés tout un ensemble d'autres éditions historiques, géographiques, lexiques, etc. qui ont fait que le groupe d'édition catalane est devenu une maison très importante.